# Polyzygia
Polyzygia is een geslacht van uitgestorven kreeftachtigen uit de klasse van de Ostracoda (mosselkreeftjes).

## Soorten
- Polyzygia antecedens (Zagora, 1968) Becker, 1989 †
- Polyzygia beckeri (Zagora, 1968) Grigo, 1994 †
- Polyzygia beckmanni Kroemmelbein, 1954 †
- Polyzygia estonica Neckaja, 1966 †
- Polyzygia geesensis Kroemmelbein, 1953 †
- Polyzygia grekoffi Weyant, 1980 †
- Polyzygia guerichi Polenova, 1952 †
- Polyzygia guerichiana (Kroemmelbein, 1953) Kroemmelbein, 1955 †
- Polyzygia insculpta Becker, 1964 †
- Polyzygia kroemmelbeini Le Fevre & Weyant, 1967 †
- Polyzygia mirabilis Zagora (K.), 1968 †
- Polyzygia modesta Adamczak, 1971 †
- Polyzygia neodevonica (Matern, 1929) Groos, 1969 †
- Polyzygia normannica Weyant, 1967 †
- Polyzygia seifenensis Grigo, 1994 †
- Polyzygia symmetrica Guerich, 1896 †
- Polyzygia trigonata (Guerich, 1900) Pribyl, 1953 †
- Polyzygia vinea Michel, 1972 †